# Kaj Christensen

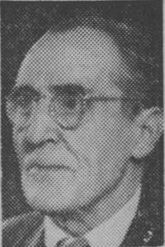
Kaj Christensen

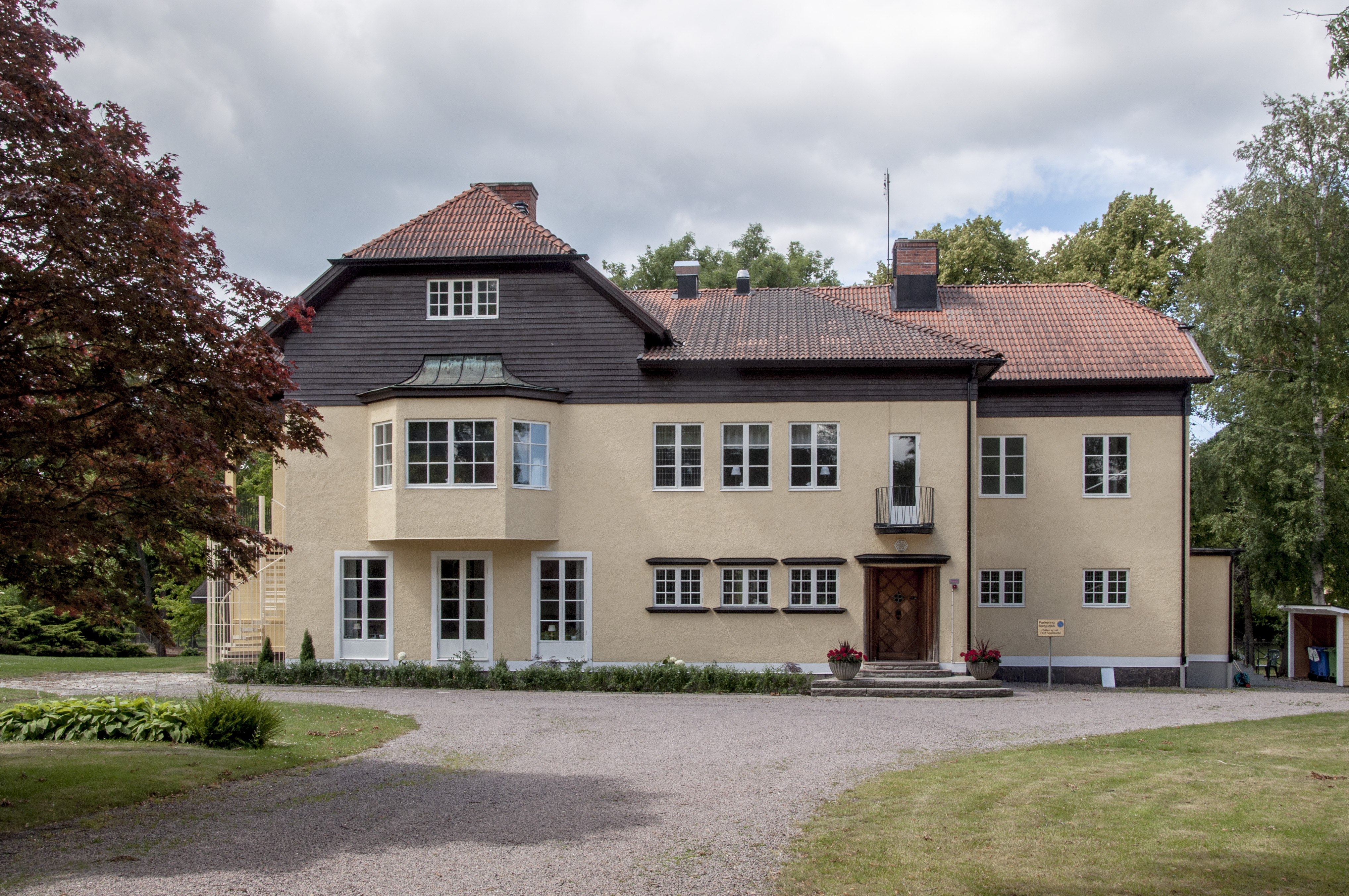
Stora Fredriksberg

Kaj Aage Helmuth Bent Christensen, född 31 januari 1891 i Köpenhamn, död 26 februari 1976 i Varberg, var en dansk-svensk arkitekt.
Christensen, som var son till kyrkoherde N.C. Christensen och Hansine Christensen, avlade avgångsexamen från tekniska skolan i Odense 1922 och studerade vid Kunstakademiets Arkitektskole i Köpenhamn 1922–1923. Han var anställd hos olika arkitekter i Göteborg 1924–1928, egen konsulterande verksamhet i Kungsbacka 1928–1931, dito i Varberg från 1931. Han var byggnadskonsulent i Horreds landskommun från 1946. Han ritade bland annat Capitol-biografen i Varberg, AB Paul Johanssons fastighet i Karlsborg, disponentbostaden Stora Fredriksberg i Mariestad samt ett flertal större skolhus på landsbygden. Han blev svensk medborgare 1944.